# Ronde van Spanje 2024/Twintigste etappe
De twintigste etappe van de Ronde van Spanje 2024 werd op 6 september verreden van Villarcayo naar Picón Blanco (Espinosa de los Monteros). Het was de koninginnenrit over 172 kilometer, met zeven beklimmingen waaronder de Picón Blanco met pieken tot 18%.
De Ier Eddie Dunbar ontsnapte op de steile slotklim uit een groep met favorieten. Op de eindstreep hield hij zeven seconden over op Enric Mas die tweede werd.
De Sloveense klassementsleider Primož Roglič kende weinig problemen en werd derde in de daguitslag. Wel verloor hij met Nico Denz, Patrick Gamper en Daniel Martínez drie ploeggenoten, wellicht door een voedselvergiftiging.

## Uitslag
| Villarcayo – Picón Blanco (Espinosa de los Monteros) (188 km) |                       |                            |          |
| Plaats                                                        | Naam                  | Ploeg                      | Tijd     |
| Winnaar                                                       | Eddie Dunbar          | Team Jayco AlUla           | 4u38'37" |
| 2                                                             | Enric Mas             | Movistar                   | +7"      |
| 3                                                             | Primož Roglič         | Red Bull-BORA-hansgrohe    | + 10"    |
| 4                                                             | Richard Carapaz       | EF Education-EasyPost      | + 12"    |
| 5                                                             | Urko Berrade          | Equipo Kern Pharma         | + 14"    |
| 6                                                             | Ben O'Connor          | Decathlon AG2R La Mondiale | z.t.     |
| 7                                                             | David Gaudu           | Groupama-FDJ               | + 21"    |
| 8                                                             | Mikel Landa           | Soudal Quick-Step          | + 23"    |
| 9                                                             | Florian Lipowitz      | Red Bull-BORA-hansgrohe    | + 37"    |
| 10                                                            | Mattias Skjelmose     | Lidl-Trek                  | z.t.     |
|                                                               |                       |                            |          |
| 27                                                            | William Junior Lecerf | Soudal Quick-Step          | + 8'07"  |
| 29                                                            | Steven Kruijswijk     | Team Visma-Lease a Bike    | + 8'30"  |

| Algemeen klassement |                       |                            |            |
| Plaats              | Naam                  | Ploeg                      | Tijd       |
| Rode trui           | Primož Roglič         | Red Bull-BORA-hansgrohe    | 81u22'19"  |
| 2                   | Ben O'Connor          | Decathlon AG2R La Mondiale | + 2'02"    |
| 3                   | Enric Mas             | Movistar                   | + 2'11"    |
| 4                   | Richard Carapaz       | EF Education-EasyPost      | + 3'00"    |
| 5                   | David Gaudu           | Groupama-FDJ               | + 4'48"    |
| 6                   | Mattias Skjelmose     | Lidl-Trek                  | + 5'18"    |
| 7                   | Florian Lipowitz      | Red Bull-BORA-hansgrohe    | + 6'26"    |
| 8                   | Mikel Landa           | Soudal Quick-Step          | + 6'57"    |
| 9                   | Pavel Sivakov         | UAE Team Emirates          | + 8'50"    |
| 10                  | Carlos Rodríguez      | INEOS Grenadiers           | + 10'31"   |
|                     |                       |                            |            |
| 19                  | Steven Kruijswijk     | Visma \| Lease a Bike      | + 59'39"   |
| 44                  | William Junior Lecerf | Soudal Quick-Step          | + 2u12'56" |

## Nevenklassementen
| Puntenklassement |                   |                           |        |
| Plaats           | Naam              | Ploeg                     | Punten |
| Groene trui      | Kaden Groves      | Alpecin-Deceuninck        | 226    |
| 2                | Primož Roglič     | Red Bull-BORA-hansgrohe   | 123    |
| 3                | Max Poole         | Team dsm-firmenich PostNL | 118    |
| 4                | Pablo Castrillo   | Equipo Kern Pharma        | 117    |
| 5                | Pavel Bittner     | Team dsm-firmenich PostNL | 106    |
|                  |                   |                           |        |
| 31               | Mauri Vansevenant | Soudal Quick-Step         | 48     |
| 45               | Gijs Leemreize    | Team dsm-firmenich PostNL | 35     |

| Bergklassement        |                  |                           |        |
| Plaats                | Naam             | Ploeg                     | Punten |
| Bolletjestrui (blauw) | Jay Vine         | UAE Team Emirates         | 78     |
| 2                     | Marc Soler       | UAE Team Emirates         | 76     |
| 3                     | Pablo Castrillo  | Equipo Kern Pharma        | 43     |
| 4                     | Primož Roglič    | Red Bull-BORA-hansgrohe   | 32     |
| 5                     | Marco Frigo      | Israel-Premier Tech       | 32     |
|                       |                  |                           |        |
| 14                    | Sylvain Moniquet | Lotto Dstny               | 17     |
| 32                    | Gijs Leemreize   | Team dsm-firmenich PostNL | 4      |

| Jongerenklassement |                       |                           |            |
| Plaats             | Naam                  | Ploeg                     | Tijd       |
| Witte trui         | Mattias Skjelmose     | Lidl-Trek                 | 81u27'37"  |
| 2                  | Florian Lipowitz      | Red Bull-BORA-hansgrohe   | + 1'08"    |
| 3                  | Carlos Rodríguez      | INEOS Grenadiers          | + 5'13"    |
| 4                  | Matthew Riccitello    | Israel-Premier Tech       | + 1u38'59" |
| 5                  | Max Poole             | Team dsm-firmenich PostNL | + 1u49'41" |
|                    |                       |                           |            |
| 8                  | William Junior Lecerf | Soudal Quick-Step         | + 2u07'38" |
| 25                 | Gijs Leemreize        | Team dsm-firmenich PostNL | + 3u30'00" |

| Ploegenklassement |                            |            |
| Plaats            | Ploeg                      | Tijd       |
|                   | UAE Team Emirates          | 243u49'54" |
| 2                 | Red Bull-BORA-hansgrohe    | + 34'20"   |
| 3                 | Decathlon AG2R La Mondiale | + 1u21'54" |
| 4                 | Visma \| Lease a Bike      | + 1u51'14" |
| 5                 | Groupama-FDJ               | + 2u15'44" |

## Uitvallers
- Daniel Martínez (Red Bull-BORA-hansgrohe): opgave
- Nico Denz (Red Bull-BORA-hansgrohe): buiten tijd
- Patrick Gamper (Red Bull-BORA-hansgrohe): opgave
- Txomin Juaristi (Euskaltel-Euskadi): opgave

1e etappe ·
2e etappe ·
3e etappe ·
4e etappe ·
5e etappe ·
6e etappe ·
7e etappe ·
8e etappe ·
9e etappe ·
10e etappe ·
11e etappe ·
12e etappe ·
13e etappe ·
14e etappe ·
15e etappe ·
16e etappe ·
17e etappe ·
18e etappe ·
19e etappe ·
20e etappe ·
21e etappe
Startlijst · Eindstanden · Afbeeldingen